# Auburn (Pennsilvània)
Auburn és una població dels Estats Units a l'estat de Pennsilvània. Segons el cens del 2000 tenia 839 habitants.

## Demografia
Segons el cens del 2000, Auburn tenia 839 habitants, 325 habitatges, i 242 famílies. La densitat de població era de 195,1 habitants per quilòmetre quadrat.
Dels 325 habitatges en un 33,5% hi vivien nens de menys de 18 anys, en un 57,2% hi vivien parelles casades, en un 11,7% dones solteres, i en un 25,5% no eren unitats familiars. En el 22,5% dels habitatges hi vivien persones soles el 10,8% de les quals corresponia a persones de 65 anys o més que vivien soles. El nombre mitjà de persones vivint en cada habitatge era de 2,58 i el nombre mitjà de persones que vivien en cada família era de 3,02.
Per edats la població es repartia de la següent manera: un 24,7% tenia menys de 18 anys, un 6,8% entre 18 i 24, un 32,1% entre 25 i 44, un 23,7% de 45 a 60 i un 12,8% 65 anys o més.
L'edat mediana era de 38 anys. Per cada 100 dones de 18 o més anys hi havia 92,1 homes.
La renda mediana per habitatge era de 36.905 $ i la renda mediana per família de 40.833 $. Els homes tenien una renda mediana de 33.021 $ mentre que les dones 20.707 $. La renda per capita de la població era de 15.705 $. Entorn del 8,3% de les famílies i el 7,7% de la població estaven per davall del llindar de pobresa.

## Poblacions més properes
El següent diagrama mostra les poblacions més properes.